# Albert Wilhelm Gustav Goetz
Albert Wilhelm Gustav Goetz (* 29. November 1821 in Leipzig; † 16. Dezember 1898) war Unternehmer und Mitglied des Deutschen Reichstags.

## Leben
Goetz besuchte das Platosche Institut, das Nikolai-Gymnasium und die Universität in Leipzig. Von 1837 an betrieb er Maschinenbau und studierte von 1842 bis 1844 Mathematik und Physik. Zwischen 1844 und 1846 war er in Zürich bei Esche, Wyß & Co., 1846–47 bei Borsig in Berlin beschäftigt. Von 1847 bis 1854 war er Leiter der Honwetschen Maschinenfabrik und Gießerei und 1854 gründete er die Firma Goetz & Nestmann, deren alleiniger Besitzer er seit 1864 war. Von 1857 ab war er 26 Jahre Stadtverordneter, von 1872 ab stellvertretender und von 1876 ab erster Vorsteher des Stadtverordneten-Kollegiums. Im Jahre 1881 wurde er zum Ehrenbürger der Stadt Leipzig ernannt. Viele Jahre war er Mitglied und stellvertretender Vorsitzender der Handelskammer.
Von 1890 bis 1893 war er Mitglied des Deutschen Reichstags für den Wahlkreis Königreich Sachsen 12 Leipzig-Stadt und die Nationalliberale Partei.
Er wurde in dem als Ehrengrab ausgewiesenen Goetz'schen Erbbegräbnis in der VIII. Abteilung des Neuen Johannisfriedhofs beerdigt.